# CAPS United FC
El CAPS United F.C. es un equipo de fútbol de Zimbabue que juega en la Liga Premier de Zimbabue, la liga de fútbol más importante del país.

## Historia
Fue fundado en el año 1969 con el nombre Rovers FC en la capital Harare por una base de soldados del ejército de Zimbabue, son conocidos como The Green Machine por su uniforme y posee una dura rivalidad con 2 equipos, Dynamos FC y Highlanders FC.
Actualmente ha sido campeón de liga en 4 ocasiones, en 10 torneos de copa y 4 trofeos independencia. A nivel internacional ha participado en 13 torneos continentales, donde su mejor participación fue en la Recopa Africana de 1983 y de 1984, en la que llegó a los cuartos de final.

## Palmarés
- Liga Premier de Zimbabue: 5

1979, 1996, 2004, 2005, 2016
- Copa de Zimbabue: 9

1980, 1981, 1982, 1983, 1992, 1997, 1998, 2004, 2008
- Desafió Super 8: 1

2008
- Trofeo Independencia de Zimbabue: 4

1992, 1993, 1996, 1997
- Charity Shield de Zimbabue: 1

1996

## Participación en competiciones de la CAF
| Temporada | Torneo                       | Ronda            | Club                | Casa  | Visita | Global      |
| --------- | ---------------------------- | ---------------- | ------------------- | ----- | ------ | ----------- |
| 1981      | Recopa Africana              | 1                | AS Saint Michel     | 8-1   | w.o.1  | 8-1         |
| 1981      | Recopa Africana              | 2                | Stationery Stores   | 1-0   | 0-1    | 1-1 (1-3 p) |
| 1982      | Recopa Africana              | 1                | Maseru Rovers       | 1-0   | 1-0    | 2-0         |
| 1982      | Recopa Africana              | 2                | Dinamo Fima         | 1-1   | 3-2    | 4-3         |
| 1982      | Recopa Africana              | Cuartos de final | Power Dynamos FC    | 1-2   | 0-3    | 1-5         |
| 1983      | Recopa Africana              | 1                | KMKM                | 4-0   | 3-2    | 7-2         |
| 1983      | Recopa Africana              | 2                | Al-Ahly             | 5-0   | 2-0    | 7-0         |
| 1983      | Recopa Africana              | Cuartos de final | Arab Contractors SC | 2-1   | 0-2    | 2-3         |
| 1988      | Recopa Africana              | 1                | AFC Leopards        | 0-4   | 1-1    | 1-5         |
| 1993      | Copa CAF                     | 1                | Manzini Wanderers   | w.o.2 | w.o.2  | w.o.2       |
| 1994      | Copa CAF                     | 1                | Moneni Pirates      | dq3   | dq3    | dq3         |
| 1997      | Liga de Campeones de la CAF  | 1                | Express Red Eagles  | 5-2   | 2-4    | 7-6         |
| 1997      | Liga de Campeones de la CAF  | 2                | Orlando Pirates FC  | 1-2   | 0-1    | 1-3         |
| 1998      | Copa CAF                     | 1                | UEB FC              | w.o.2 | w.o.2  | w.o.2       |
| 2005      | Liga de Campeones de la CAF  | Preliminar       | LDF                 | 4-1   | 4-3    | 8-4         |
| 2005      | Liga de Campeones de la CAF  | 1                | Red Arrows FC       | 1-1   | 1-2    | 2-3         |
| 2006      | Liga de Campeones de la CAF  | Preliminar       | AS Inter Star       | 0-0   | 3-3    | 3-34        |
| 2009      | Copa Confederación de la CAF | Preliminar       | Victors FC          | 1-0   | 2-0    | 3-0         |
| 2009      | Copa Confederación de la CAF | 1                | ENPPI Club          | 0-0   | 1-2    | 1-2         |
| 2010      | Copa Confederación de la CAF | Preliminar       | Mbabane Highlanders | 1-0   | 0-1    | 1-1 (8-7 p) |
| 2010      | Copa Confederación de la CAF | 1                | Moroka Swallows FC  | 1-1   | 1-0    | 2-1         |
| 2010      | Copa Confederación de la CAF | 2                | Warri Wolves FC     | 2-0   | 1-2    | 3-2         |
| 2010      | Copa Confederación de la CAF | 3                | Al-Hilal Omdurmán   | 1-3   | 0-5    | 1-8         |
| 2017      | Liga de Campeones de la CAF  | Preliminar       | Lioli FC            | 2-1   | 0-0    | 2-1         |
| 2017      | Liga de Campeones de la CAF  | 1                | TP Mazembe          | 0-0   | 1-1    | 1-1 (a)     |
| 2017      | Liga de Campeones de la CAF  | Fase de grupos   | USM Alger           | 2-1   | 1-4    | 4.º lugar   |
| 2017      | Liga de Campeones de la CAF  | Fase de grupos   | Zamalek SC          | 3-1   | 0-2    | 4.º lugar   |
| 2017      | Liga de Campeones de la CAF  | Fase de grupos   | Al Ahli Tripoli     | 2-4   | 2-4    | 4.º lugar   |

1- AS Saint Michel abandonó el torneo antes de jugar el partido de vuelta.

2- CAPS United abandonó el torneo.

3- Los equipos de Zimbabue fueron descalificados por las deudas que tenía su federación con la CAF.

4- CAPS United fue descalificado del torneo.

## Entrenadores
- Obediah Sarupinda[2]
- Rahman Gumbo (2002–03)
- Fewdays Musonda (2003)
- Charles Mhlauri (2004–05)
- Lloyd Chitembwe (2008–10)[3]
- Moses Chunga (2010–11)
- Sean Connor (2012)[4][5]
- Taurai Mangwiro (interino- 2012)[5]
- Mkhuphali Masuku (2012)
- Taurai Mangwiro (2013-2014)
- Mark Simon Harrison (2015)
- Lloyd Chitembwe (2015-2019)[6][7]
- Darlington Dodo (2019-2022)[8][9]
- Lloyd Chitembwe (2022-presente)

## Jugadores

### Jugadores destacados
- Joseph Kamwendo
- Peter Mponda
- Ian Bakala
- Boyd Chanda
- Laughter Chilembe
- Quincy Antipas
- Brian Badza
- Alois Bunjira
- Nicholas Chazika
- Cephas Chimedza
- Heavens Chinyama
- Lloyd Chitembwe
- Walter Chuma
- Edelbert Dinha
- Luke Petros Jukulile
- Shingayi Kaondera
- Edzai Kasinauyo
- Newton Ben Katanha
- Willard Katsande
- David Kutyauripo
- Tostao Kwashi
- Gift Lunga
- Oscar Machapa
- Blessing Makunike
- Norman Mapeza
- Edmore Mashiri
- Asani Matora
- Albert Mbano
- Paddington Steve Mbara
- Dumisani Mpofu
- Lionel Mtizwa
- Energy Murambadoro
- Stewart Murisa
- Nyasha Mushekwi
- Gift Muzadzi
- Method Mwanjali
- Melusi Ndebele
- Morgan Nkathazo
- Malvern Nyakabangwe
- Washington Pakamisa
- Ashley Rambanapasi
- Tafadzwa Rusike
- Agent Sawu
- Simba Sithole
- Thomas Sweswe
- Mike Temwanjera
- Raymond Undi